# Belén (nome)
Belén  è un nome proprio di persona spagnolo femminile.

## Origine e diffusione

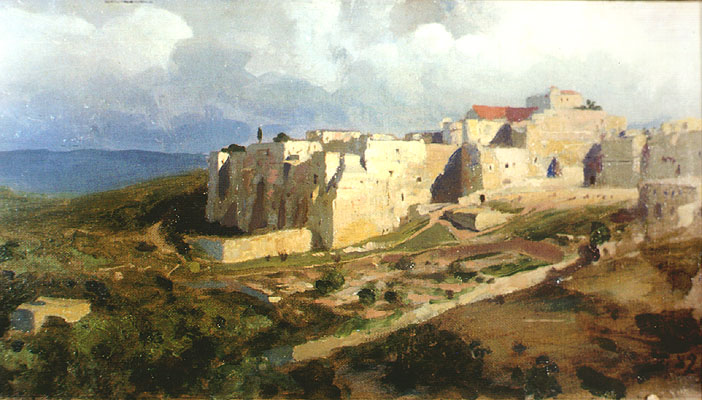
Betlemme, di Vasilij Dmitrievič Polenov

Si tratta della traduzione spagnola di Betlemme, la città natale di Davide e Gesù; il suo toponimo è derivato dall'ebraico בֵּית לָחֶם (beit lachem), che significa "casa del pane"; l'elemento "casa" è presente anche nel nome Bethany.

## Onomastico
L'onomastico può essere festeggiato il 25 dicembre, festa della Nostra Signora di Betlemme.

## Persone
- Belén Gopegui, scrittrice spagnola

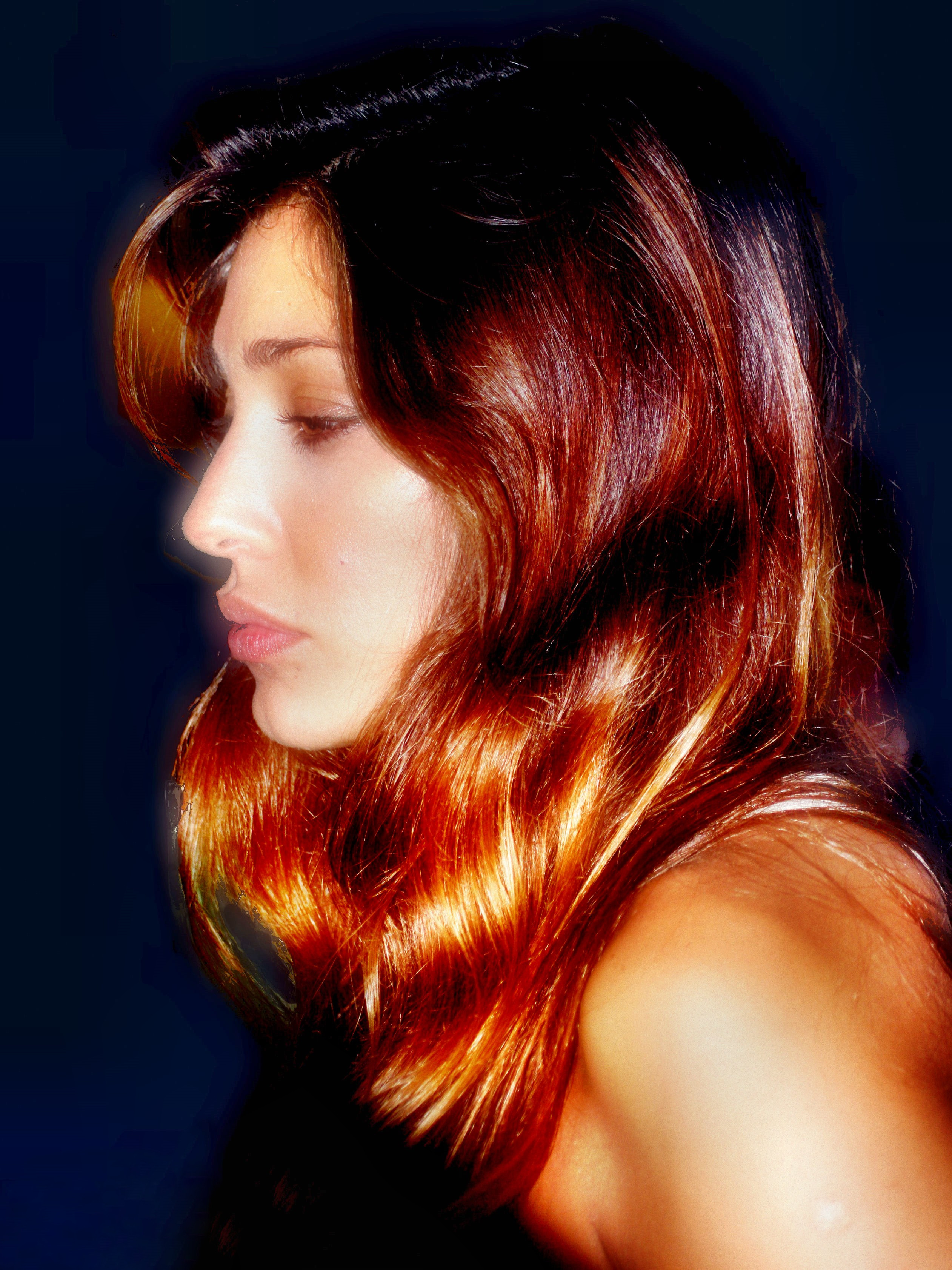
Belén Rodríguez

- Belén Rodríguez, showgirl, conduttrice televisiva, modella e attrice argentina naturalizzata italiana
- Belén Rueda, attrice spagnola
- Belén Scalella, attrice e cantante argentina
- Belen Thomas, cantante e compositrice italiana